# Ахтырская волость (Ахтырский уезд)
Ахтырская во́лость — историческая административно-территориальная единица Ахтырского уезда Харьковской губернии с волостным правлением в городе Ахтырке. В 4 верстах монастырь с 3 православными церквями.
По состоянию на 1885 год состояла из 37 поселений, 20 сельских общин. Население — 14052 человек (6966 человек мужского пола и 7086 — женского), 972 дворовых хозяйств.
|                       | Площадь | В том числе пахотной |
| --------------------- | ------- | -------------------- |
| Сельских общин        | 20503   | 17247                |
| Частной собственности | 11138   | 5072                 |
| Другой собственности  | 486     | 128                  |
| В целом               | 32127   | 22447                |

### Основные поселения волости[1]
- Сосонка — бывшая владельческая деревня. В деревне 14 дворов, 81 житель и винокуренный завод.
- Староивановка — бывшее владельческое село при реке Алешне. В селе 126 дворов, 642 жителя, православная церковь и сукновальня.
- Чернетчина — бывшее государственное село при реке Ворскле. В селе 177 дворов, 834 жителя, православная церковь.

### Храмы волости[2]
- Архангело-Михайловская церковь в городе Ахтырке (построена в 1900 году[3])
- Георгиевская церковь в городе Ахтырке (построена в 1725 году[3])
- Николаевская церковь в городе Ахтырке (построена в 1805 году[3])
- Петропавловская церковь в городе Ахтырке (построена в 1886 году[3])
- Покровская соборная церковь в городе Ахтырке (построена в 1768 году[3])
- Преображенская церковь в городе Ахтырке (построена в 1779 году[3])
- Успенская церковь в городе Ахтырке (построена в 1737 году[3])
- Николаевская церковь в селе Чернетчине (построена в 1806 году[3])
- Преображенская церковь в селе Староивановке (построена в 1797 году[3])